# Apogonia subpilosula
Apogonia subpilosula är en skalbaggsart som beskrevs av Heller 1896. Apogonia subpilosula ingår i släktet Apogonia och familjen Melolonthidae. Inga underarter finns listade i Catalogue of Life.